# Lies Mertens
Lies Mertens (Wilrijk, 4 maart 1990) is een Belgische modeontwerpster van tassen. 

## Biografie
Mertens studeerde grafische vormgeving tot 2013 en daarna in 2013 en 2014 management. Ze was enige tijd werkzaam als grafisch ontwerpster.
Mertens deed mee aan het televisieprogramma Leeuwenkuil
In 2017 startte Mertens een eigen tassenlabel voor damestassen. Sinds 2020 maken herentassen en aktetassen ook deel uit van de collectie.

## Erkentelijkheden
- 2018 - Nominatie Beloftevolle starter 2017 van Voka[2]
- 2019 - Henry Vandevelde Award Consumers[3]